# Pepper Village (Couva-Tabaquite-Talparo)
Pepper Village es una villa de Trinidad y Tobago, que forma parte de la región de Couva-Tabaquite-Talparo.

## Geografía
La villa abarca parte de la isla Trinidad y limita al norte con Brasso Caparo Village, al sur con Guaracara, al este con Brasso Manuel Junction y al oeste con Gran Couva.

## Demografía
Datos demográficos de la villa de Pepper Village:
| Gráfica de evolución demográfica de Pepper Village entre 2000 y 2011 |
|                                                                      |